# Las Olas River House
Las Olas River House est un gratte-ciel résidentiel de 138 mètres de hauteur construit à Fort Lauderdale dans l'agglomération de Miami en Floride aux États-Unis de 2001 à 2004.
C'est l'un des plus hauts immeuble de Fort Lauderdale.
L'immeuble consiste en 3 bâtiments connectés, deux de 42 étages et un central de 34 étages.
L'architecte est l'agence The Sieger Suarez Architectural Partnership.